# Everett, Washington
Everett este un oraș din nord-vestul Statelor Unite ale Americii, statul Washington, centru administrativ al comitatului Snohomish și cel mai mare oraș al comitatului. Dupǎ numǎrul populației (103,000 locuitori) orașul ocupǎ locul șase în stat.

## Istorie
Pe data de 4 mai 1893 calea ferată a ajuns în regiunea orașului de astǎzi, de altfel aceastǎ datǎ este consideratǎ drept ziua întemeierii urbei. În 1984 Everett a fost ales drept loc pentru bazare a unei noi baze navale moderne. Construcția bazei a fost încheiatǎ în 1992. Baza este un loc de bazare pentru navele flotei a 3-a Americană. Pe 3 septembrie 1994 au sosit primele fregate: Ingraham și Ford. Între anii 1995-1998, la baza s-a aflat portavionul USS Abraham Lincoln. În 2002 orașului i-a fost decernat premiul All-America City Award.

## Economie
În orașul Everett se aflǎ o uzinǎ de asamblare a companiei Boeing. Clădirea în care se produc avioanele Boeing 747, 767, 777 și 787 are un volum record de 13,3 milioane de metri cubi.

## Demografie
Populația totală a orașului în 2010: 103,019
Structura rasială în conformitate cu recensământul din 2010:
- 74.6% Albi
- 4.1% Negri
- 1.4% Americani Nativi
- 7.8% Asiatici
- 0.7% Hawaieni Nativi sau locuitori ai Insulelor Pacificului
- 5.3% Două sau mai multe rase
- 6.1% Altă rasă
- 14.2% Hispanici sau Latino (de orice rasă)

## Orașe înfrățite
- Iwakuni, Japonia
- Sligo, Irlanda
- Sovețkaia Gavan, Rusia

## Legǎturi externe
- Everett, Washington - QuickFacts Arhivat în 5 mai 2012, la Wayback Machine.